# Lorenzo De Pretto
Lorenzo De Pretto (Piovene Rocchette, 19 novembre 1966) è un illustratore, fumettista e regista italiano.

## Biografia
È autore di personaggi e mascotte come Prezzemolo di Gardaland (dal 1993), Bruky & C., Movy, il mondo di Zodiakville e tanti altri. 
Ispirato fin da piccolo dai disegni di Albert Uderzo, De Pretto inizia la sua carriera di disegnatore nel 1985 grazie a una breve collaborazione come inchiostratore per Silver il creatore di Lupo Alberto.
Agli inizi degli anni '90 vince il concorso indetto dal parco di divertimenti Gardaland per il restyling della mascotte Prezzemolo. Da allora si dedica al coordinamento e alla realizzazione grafica di tutti i progetti legati ai personaggi del parco e del relativo merchandising. Suoi sono anche i personaggi di contorno: Aurora la principessa Fantasmina, Mr. Ti Gey la tigre milionaria, Bambù il panda inventore e Prezzemolino, il nipote di Prezzemolo.
Dal 1995 al 2006 si è occupato della direzione artistica del mensile a fumetti Prezzemolo distribuito in tutta Italia ed edito inizialmente da Egmont e successivamente da Gaghi Editrice.
Ha curato la supervisione dei due videogame con Prezzemolo in una giornata da incubo e Prezzemolo in un viaggio da sogno e la serie di cartoni animati Prezzemolo dedicata al draghetto, realizzata dalla Rainbow e trasmessa da Mediaset dal 2002 al 2003 e replicata nel 2005. Con il personaggio Prezzemolo ha pubblicato alcuni libri, tra i quali Prezzemolo - Le storie più belle edito da Vittorio Pavesio Productions, e Prezzemolo e la festa sottosopra edito da Arnoldo Mondadori Editore.
Per il Gruppo Banco Popolare inventa un nuovo personaggio Bruky, un bruco che abita in una megalopoli con i palazzi a forma di frutta, affiancato da altri personaggi-insetti come Angelalla la farfalla, Klinky la lucciola e Spiderted il ragno goloso. 
Realizza per la Piemme Edizioni Geronimo Stilton alla scoperta dell'America primo fumetto dedicato al personaggio Geronimo Stilton.
Con Geronimo Stilton realizza altri due volumi illustrati Il Mistero della Gondola di Cristallo (2009) e Hotel Zanzibar (2012).
Nel 2014 inizia la sua collaborazione come disegnatore per il settimanale Topolino (Disney- Panini Comics). 
La sua prima storia Disney Paperino Paperoga e Gastone in la partitona esce con il numero 3085.
Nel 2015 scrive e dirige il corto animato Zodiakville che racconta le avventure ambientate in una cittadina abitata da soli segni zodiacali antropomorfi, personaggi creati dallo stesso Lorenzo De Pretto. Il cortometraggio, realizzato in collaborazione con gli studenti dell'istituto Big Rock, riceve la nomination nella categoria Pilot TV al festival internazionale d'animazione Cartoons on the Bay indetto dalla RAI. Sempre in collaborazione con Big Rock scrive, e dirige, il cortometraggio Fiori Calabroni e fantasia (2016).
Nel 2017 crea Movy, il piccolo extraterrestre con la testa a forma di schermo, che diviene la mascotte ufficiale del parco di Movieland a Lazise.
Realizza l'illustrazione del poster per il film Finché c'è prosecco c'è speranza nominato tra i 10 migliori poster italiani del 2018 al Trailers FilmFest.

## Opere

### Cortometraggi
- Zodiakville (2015)
- Fiori Calabroni e Fantasia (2016)

### Libri
- Prezzemolo le storie più belle, Vittorio Pavesio Edizioni (2001)
- Prezzemolo Il medaglioe magico, con Ilva Tron, Mondadori (2004) ISBN 9788804530176
- Prezzemolo La grande Sfida, con Ilva Tron, Mondadori (2004) ISBN 9788804528524
- Prezzemolo e la festa sottosopra, con Monica Floreale (2004) ISBN 9788804534938
- Prezzemolo La globosfera di Bambù, con Ilva Tron Mondadori (2005) ISBN 9788804545965
- Prezzemolo Capitan Mekkano, con Ilva Tron, Mondadori (2005) ISBN 9788804545941
- Geronimo Stilton alla scoperta dell'America, Edizioni Piemme (2007) ISBN 9788838474538
- Geronimo Stilton Il mistero della gondola cristallo, Edizioni Piemme (2009) ISBN 9788856652970
- Geronimo Stilton Ma che vacanza a Rocca Taccagna!, Edizioni Piemme (2012) ISBN 9788856652819

## Riconoscimenti
- 3º posto Sappi European Awards (2004)
- International Prize Umoristi a Marostica (2014)
- Nomination best TV Pilot Cartoons on the Bay (2016)
- Nomination Best movie poster Trailers FilmFest (2018)
- Gold Mention A New Image for Pinocchio (2018)